# Aude
Aude är ett franskt departement, beläget i regionen Occitanien i södra Frankrike. I den tidigare regionindelningen som gällde fram till 2015 tillhörde Aude regionen Languedoc-Roussillon. Huvudort är Carcassonne. 
Departementet ligger vid den västliga medelhavskusten, norr om bergskedjan Pyrenéerna och floden Aude flyter genom landskapet. Aude är berömt för sin vinproduktion, andra ekonomiskt viktiga områden är tillverkande industrier, turism och till viss del gruvdrift.